# Megaselia dispariseta
Megaselia dispariseta är en tvåvingeart som beskrevs av Borgmeier 1962. Megaselia dispariseta ingår i släktet Megaselia och familjen puckelflugor. Inga underarter finns listade i Catalogue of Life.